# Gülpınar, Yakutiye
Gülpınar là một xã thuộc huyện Yakutiye, tỉnh Erzurum, Thổ Nhĩ Kỳ.